# Vila Campo Belo
A Vila Campo Belo é um bairro da zona oeste da cidade de São Paulo, Brasil. Forma parte do distrito da cidade conhecido como Vila Sônia, administrada pela Subprefeitura do Butantã. .
A área fica ao lado da Rodovia Régis Bittencourt e do Cemitério da Paz, o primeiro a seguir o padrão de cemitério-jardim no Brasil. Foi inaugurado em 1965. 